# مستعمره‌سازی
مستعمره‌سازی یا کُلُنی‌سازی (به انگلیسی: Colonization، و با تفاوت اندک در زبان‌های اروپایی)، فرآیند ایجاد کنترل بر سرزمین‌ها یا مردمان خارجی برای بهره‌کشی و شاید سا‌کن‌شدن، ایجاد استعمار و بیشتر مستعمرگی است، که معمولاً توسط استعمار دنبال و حفظ می‌شود.
این اصطلاح از واژه کلر (colere) لاتین بدست آمده که به معنای «ساکن‌شدن» است. همچنین مستعمره‌سازی به‌طور مستقیم به مهاجرت اشاره می‌کند مانند مستعمره‌های آمریکا و استرالیا.
مستعمره‌سازی با گسترش ده‌ها میلیون نفر از کشورهای اروپای غربی در سراسر جهان ارتباط داشت. در بسیاری از مستعمرات سکونت یافته، مهاجران اروپای غربی بیشترین جمعیت را تشکیل می‌دهند. مانند آمریکا، استرالیا و نیوزیلند. این مستعمرات گاهی «نئو اروپایی» نامیده می‌شوند.
هنگامی که پادشاهی بریتانیای کبیر در حال مستعمره‌سازی استرالیا و نیوزلند و چند جزیره کوچک دیگر بود بیشتر به سرزمین‌های بلاصاحب توجه داشتند. سرزمین بلاصاحب (Terra nullius) به معنای زمین خالی در زبان لاتین است. به علت عدم وجود مهارت‌های کشاورزی اروپا، این زمین‌ها توسط انسان غیرقابل تغییر بود و با وجود حضور جمعیت بومی، به عنوان سرزمین غیرقانونی شناخته می‌شد. در قرن نوزدهم میلادی قوانین و ایده‌هایی مانند قانون همگانی مستعمره‌سازی مکزیک و بیانیه سرنوشت ایالات متحده آمریکا به تشویق بیشتر استعمار آمریکا در قرن پانزدهم میلادی آغاز شده بود منجر شد.

## پیشینه

### دوره باستانی
در دوران باستان تمدن‌های دریانشین مانند یونان و فنیقی‌ها اغلب مستعمراتی در مزرعه را بنا می‌کردند که به اعتقاد آنها سرزمین‌های غیرقانونی و فاقد سکونت است. زمین‌های مناسب برای کشاورزی اغلب توسط قبایل بربرها اشغال شده بودند که توسط شکار و کشاورزی زندگی می‌کردند. برای یونانی‌های باستان و فنیقی‌ها این اراضی به سادگی خالی بود. با این حال، این به این معنی نبود که تعارض میان استعمارگران و مردم محلی یا بومی وجود نداشت. یونانیان و فنیقی‌ها همچنین مستعمرات خود را با هدف تنظیم و گسترش تجارت در سراسر مدیترانه و خاورمیانه بنا کردند.

دوره دیگر مستعمره‌سازی در باستان به زمان حیات امپراتوری روم بازمی‌گردد. امپراتوری روم بخش‌های زیادی از اروپای غربی، آفریقای شمالی و آسیای غربی را تسخیر کردند. در شمال آفریقا و غرب آسیا، رومی‌ها اغلب آنچه را که مردم به عنوان «متمدن» می‌دانند فتح کردند. اما همان‌طور که آن‌ها به سوی شمال اروپا پیش می‌رفتند، اغلب مردم روستایی یا قبیله‌ای را در مسیر شهرها می‌دیدند. در این مناطق، موج‌های استعمار رومی اغلب به صورت فتح سرزمین‌ها دنبال می‌شد. بسیاری از شهرهای کنونی اروپا توسط مستعمره‌سازی امپراتوری روم به وجود آمده‌اند. مانند آلمان که به نام کولینا کلودیا آرا شناخته می‌شد و در بریتانیا پایتخت فعلی انگلیس لندن که به لوندینیوم نامیده می‌شد.

### قرون وسطی

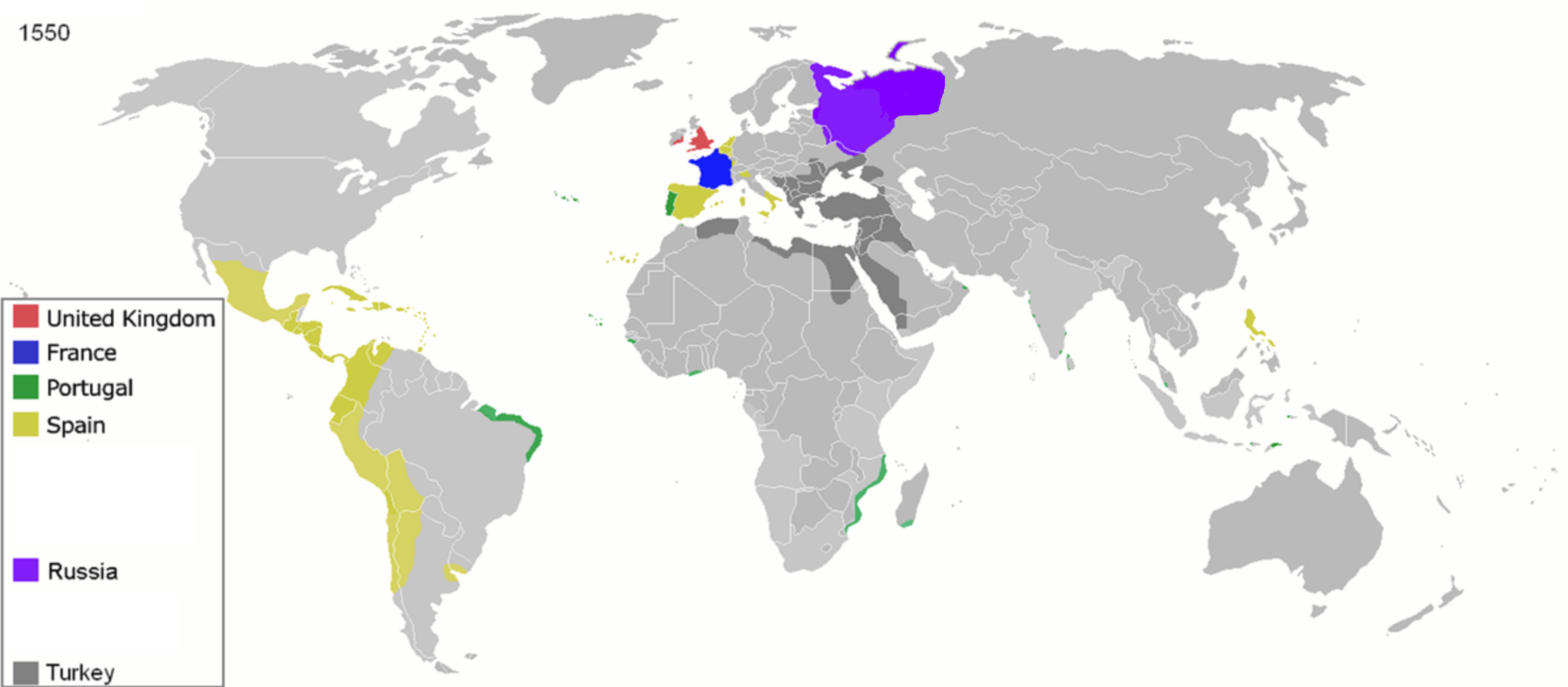
امپراتوری‌های جهان و مستعمراتشان ۱۵۵۰

امپراتوری‌های جهان و مستعمراتشان ۱۸۰۰

در غرب آسیا در دوران شاهنشاهی ساسانی برخی مستعمرات در یمن و عمان ایجاد شد. همچنین مردم عرب مستعمراتی در آفریقای شمالی، میان‌رودان و شام (سرزمین) ایجاد کردند.
وایکینگ‌های اسکاندیناوی مستعمره‌سازی در مقیاسی بزرگ انجام دادند. وایکینگ‌ها از سرزمین اصلی خودشان در دانمارک، جنوب نروژ و جنوب سوئد به غارت خط ساحلی شمال اروپا پرداختند. در همین زمان وایکینگ‌ها تجارت را آغاز کردند و مستعمراتی را بنا نهادند. آن‌ها پیش از رسیدن به گرینلند با کشف ایسلند در آن جا مستعمره‌ای ایجاد کردند. همچنین وایکینگ‌ها یک تلاش ناموفق برای استعمار منطقه‌ای به نام وینلند آغاز کردند.

### عصر استعمارگرایی نوین
«استعمارگرایی» در این دوره به استعمارگرایی سرزمین‌های غربی اروپایی در سرتاسر آمریکا، آفریقا، آسیا و اقیانوسیه مربوط است. مهم‌ترین کشورهای اروپایی فعال در زمینه مستعمره‌سازی عبارت اند از: اسپانیا، پرتغال، فرانسه، پادشاهی انگلستان (و قبل تر پادشاهی بریتانیای کبیر)، هلند، پادشاهی پروس (آلمان کنونی) و در اوایل قرن هجدهم میلادی ایالات متحده آمریکا. بیشتر این کشورها دوره‌ای از قدرت تقریبی کامل در تجارت جهانی را در یک دوره زمانی از حدود ۱۵۰۰ تا ۱۹۰۰ داشتند. با آغاز قرن نوزدهم میلادی امپراتوری ژاپن مستعمراتی در هوکایدو و کره بنا نهاد.